# Jelovac
Pour le village kosovar, voir Jelovac (Klina).
Jelovac (en serbe cyrillique : Јеловац) est un village de Serbie situé dans la municipalité de Despotovac, district de Pomoravlje. Au recensement de 2011, il comptait 278 habitants.

## Démographie
| 1948 | 1953 | 1961 | 1971 | 1981 | 1991 | 2002 | 2011 |
| ---- | ---- | ---- | ---- | ---- | ---- | ---- | ---- |
| 739  | 787  | 770  | 721  | 617  | 524  | 349  | 278  |

|  |